# Leônidas da Silva (nadador)
Leônidas Francisco Marques da Silva (Rio de Janeiro, 5 de abril de 1914 — , ) foi um nadador brasileiro, que participou de uma edição dos Jogos Olímpicos pelo Brasil.
Em sua homenagem, foi criado um torneio interclubes para menores.

## Trajetória esportiva
Competia pela Liga de Sports da Marinha.
Foi campeão brasileiro na prova dos 200 metros nado livre e recordista sul-americano na prova dos 100 metros nado livre e no revezamento 4x200 metros nado livre.
Participou das Olimpíadas de 1936 em Berlim, nadando os 100 metros livre e os 4x200 metros livre, não chegando à final das provas.